# Acylal

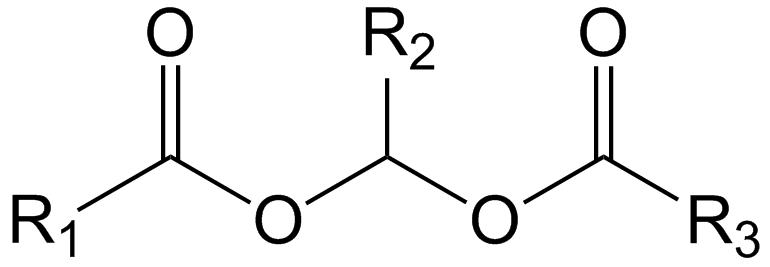
Algemene structuurformule van een acylal.

Een acylal is in de organische chemie een functionele groep of stofklasse, met als algemene formule R-C(OOCR)2. Het is in zekere zin een diester, waarbij het middelste koolstofatoom (tussen de 2 esterverbindingen) een alkyl- of arylgroep kan dragen. Acylalen kunnen met hulp van een katalysator verkregen worden door een reactie tussen aldehyden en azijnzuuranhydride. Deze katalysator is veelal gesulfoneerd zirkonium(IV)oxide. De reactie vindt plaats bij lage temperaturen, zodat het gesulfoneerd zirkonium(IV)oxide kan dienen als beschermende groep voor het aldehyde. Bij hoge temperaturen wordt het acylal terug omgezet naar aldehyden.